# Jurinella pilosa
Jurinella pilosa är en tvåvingeart som beskrevs av Dru Drury 1773. Jurinella pilosa ingår i släktet Jurinella och familjen parasitflugor.
Artens utbredningsområde är Jamaica. Inga underarter finns listade i Catalogue of Life.